# SM UB-148
L'SM UB-148 fu un sommergibile costiero appartenente al tipo UB III in servizio alla Kaiserliche Marine tedesca durante la prima guerra mondiale. Era uno dei 329 sottomarini che servirono l'impero tedesco e prese parte nella guerra navale nella prima battaglia dell'Atlantico.

## Storia

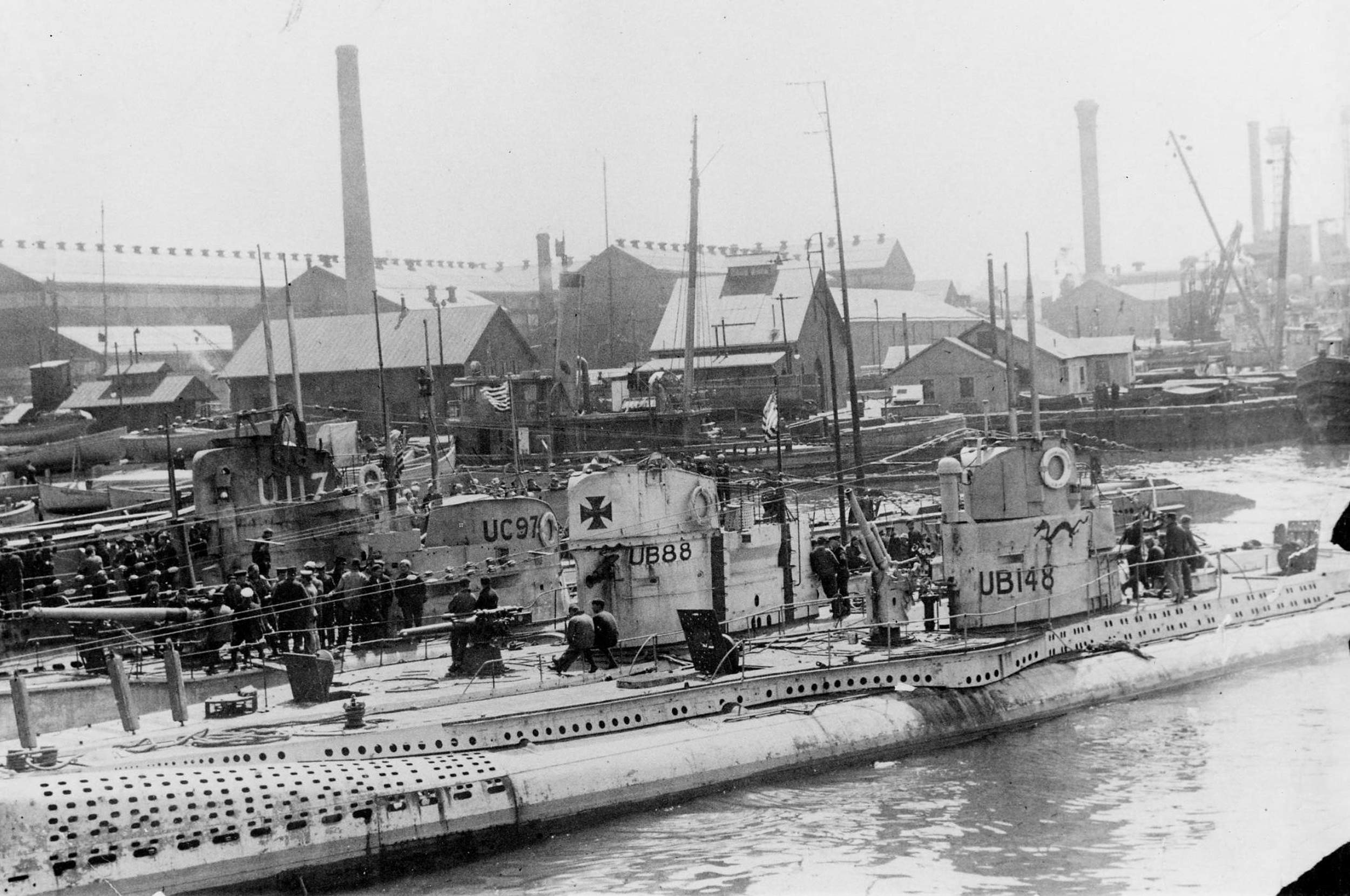
I sommergibili U-117, U-97, UB-88 e UB-148 presso il New York Navy Yard di New York nel 1919.

Il sommergibile UB-148, appartenente alla classe UB-III, fu impostato presso il cantiere navale AG Weser di Brema (numero costruzione 314) il 27 ottobre 1917, varato il 7 agosto 1918 ed entrato in servizio il 19 settembre dello stesso anno. Il sommergibile UB-57 era lungo 55,85 m largo 5,8 m e con un pescaggio di 3,7 m. Aveva due alberi di trasmissione e a ciascuno di essi erano accoppiati un motore diesel Benz a 6 cilindri erogante 550 CV (405 kW) e un motore elettrico Schiffsunion da 394 CV (290 kW). I due serbatoi di olio combustibile (35 + 36 t di olio combustibile) consentivano un'autonomia di 7.280 nm (13.480 km ) a 6 nodi (11,1 km/h) in superficie. Con una carica delle batterie aveva una autonomia massima in immersione di 55 nm (102 km) a 4 nodi (7 km/h). La velocità massima raggiungibile era di 13,6 nodi (25,2 km/h) in superficie e 8 nodi (14,8 km/h) in immersione.  L'armamento si componeva di un cannone SK L/45 da 105 mm e 5 tubi lanciasiluri (4 a prua e uno a poppa) da 500 mm (10 siluri). L'equipaggio era composto da 3 ufficiali e 31 tra sottufficiali e marinai. La profondità massima raggiungibile era pari a 50 metri che veniva raggiunta in 30 secondi. Il costo del sommergibile fu di 4.301.000 papiermark.
Il 19 settembre 1917 l'unità, al comando dell'oberleutnant zur see Walter Warzecha iniziò le operazioni belliche, ma non andò mai in missione.
Due giorni la firma dell'armistizio di Compiègne (11 novembre 1918) il sommergibile UB-148 fu internato nella base navale svedese di Karlskrona, in Svezia, in attesa del suo destino. Secondo i termini dell'armistizio, la Germania doveva distruggere tutti i suoi aerei e i sottomarini o consegnarli agli Alleati. Il 26 novembre 1918 lo UB-148 fu consegnato agli inglesi ad Harwich, in Inghilterra. Successivamente, quando la Marina degli Stati Uniti d'America espresse interesse per l'acquisizione di diversi ex U-Boot da utilizzare insieme a un'unità Victory Bond, l'UB-148 fu una delle sei navi assegnate a tale scopo. Un equipaggio statunitense fu inviato in Inghilterra all'inizio di marzo 1919, e prese in consegna l'unità in quello stesso mese iniziando a prepararla per il viaggio negli USA. Il sommergibile fu immesso in servizio con comandante il tenente comandante. Harold T. Smith.
L'UB-148 lasciò l'Inghilterra il 3 aprile 1919 in compagnia della nave appoggio sommergibili Bushnell  e di altri tre sottomarini: U-117, UB-88 e UC-97. L'organizzazione operativa denominata Ex-German Submarine Expeditionary Force arrivò il 27 aprile a New York, via Azzorre e le Bermuda. Dopo un periodo di riparazioni e revisioni l'US Navy aprì i sottomarini alle visite del pubblico.
Turisti, giornalisti, fotografi, tecnici della Marina e costruttori navali civili visitarono lo UB-148 e gli altri sottomarini. Successivamente lo UB-148 fece scalo nei porti lungo la costa orientale degli Stati Uniti nelle immediate vicinanze di New York City in concomitanza con il viaggio Victory Bond. A conclusione dell'impresa patriottica quell'estate, la Marina sottopose lo UB-148 e l'U-111 a test e prove approfondite per valutarne le prestazioni.
Al termine della sperimentazione, lo UB-148 raggiunse lo U-117 e lo U-140 presso il cantiere navale Navy Yard di Filadelfia (Pennsylvania), dove furono messi in disarmo in attesa della disposizione finale. Durante l'estate del 1921, parzialmente smantellato a Filadelfia, lo UB-148 fu utilizzato per dei test di artiglieria e bombardamento aereo condotti al largo della costa orientale. Alla fine l'UB-148 fu affondato a colpi di cannone dal cacciatorpediniere Sicard.

### Fonti
1. ↑  Rössler 1979, p. 56.
2. 1 2  U-Boat.
3. ↑  Gröner, Jung, Maass 1991, pp. 25-30.
4. 1 2 3 4  Rössler 1996, pp. 85-86.
5. ↑  Herzog 2003, p. 60.
6. 1 2 3 4 5 6 7 8 9 10 11 12 13 14 15  Naval History and Heritage Command.